# Pastebin
Un pastebin es una aplicación web que permite a sus usuarios subir pequeños textos, generalmente ejemplos de código fuente, para que estén visibles al público en general.

## Uso frecuente
Los pastebins se usan frecuentemente en combinación con canales IRC relacionados con programación, particularmente canales de ayuda. Esto es porque el IRC no es un medio muy cómodo para trasferir grandes cantidades de texto, lo cual puede provocar que el remitente sea baneado de la red o interrumpir otras conversaciones simultáneas en el canal. En un escenario de uso típico, el usuario A quiere mostrarle al usuario B un pedazo de código que ha escrito, el cual no se ejecuta como debería, o un mensaje de error de una tarea procurada. Una forma de hacer esto podría ser que el usuario A simplemente suba un archivo conteniendo el código en un servidor web, o enviar el archivo usado DCC, pero esto puede ser un procedimiento incómodo si, por ejemplo, cualquiera de los usuarios está detrás de un cortafuegos o el usuario A no tiene permiso de escritura en el servidor web. Entonces el pastebin se vuelve práctico porque ofrece una manera sencilla y fácil para que el usuario A coloque su código en línea para que lo vea cualquiera, posiblemente con formato personalizado o con coloreado de sintaxis para hacerlo más fácil de leer. Tampoco hay necesidad de que el usuario le envíe el código a cada usuario que desee ayudarle; un único envío es suficiente para llegar a todos los ayudantes potenciales, ahorrando tiempo y esfuerzo.

## Listado de aplicaciones
| Nombre       | Características principales                         | Resaltado de Sintaxis | Permite establecer límites de Visualizaciones/Tiempo | Protección con contraseña | Soporta binarios          | Software libre | URL                                                                         |
| ------------ | --------------------------------------------------- | --------------------- | ---------------------------------------------------- | ------------------------- | ------------------------- | -------------- | --------------------------------------------------------------------------- |
| Pastebin.com | El pastebin original                                | Sí                    | Sí/Sí                                                | Sí                        | No                        | No             | https://pastebin.com/                                                       |
| Paste        | Cifrado AES-256                                     | Sí                    | Sí/Sí                                                | Sí                        | Sí                        | No             | https://paste.me/                                                           |
| sprunge      | Soporte a línea de comandos con cURL                | Sí                    | No/No                                                | No                        | No                        | Sí             | http://sprunge.us/ Archivado el 18 de noviembre de 2009 en Wayback Machine. |
| Haste        | Desarrollado en Node.js                             | Sí                    | No/No                                                | No                        | No                        | Sí             | https://hastebin.com/                                                       |
| lesma        | PWA y soporte a línea de comandos con cURL          | Sí                    | Sí/Sí                                                | Sí                        | Sí (en línea de comandos) | Sí             | https://lesma.eu/                                                           |
| PrivateBin   | Cifrado AES-256                                     | Sí                    | Sí/Sí                                                | Sí                        | Sí                        | Sí             | https://privatebin.info/                                                    |
| NoPaste      | Almacena el contenido del pastebin en la propia URL | Sí                    | No/No                                                | No                        | No                        | Sí             | https://nopaste.boris.sh/                                                   |

- Datos: Q938892